# Catedrala din Uppsala
Catedrala din Uppsala (suedeză Uppsala domkyrka) este o catedrală evanghelică-luterană din orașul Uppsala, Suedia. Aici se află sediul Arhiepiscopiei evanghelice-luterane de Uppsala. Catedrala este cea mai mare biserică din Scandinavia și una dintre cele mai mari din lume.

## Istorie și arhitectură
În secolul al XII-lea marele templu de la Gamla Uppsala (Vechiul Uppsala), localitate aflată la 5 km mai la nord de orașul modern Uppsala, a fost distrus, pe locul său construindu-se o biserică. Biserica a primit statutul de catedrală odată cu înființarea episcopiei de Uppsala, primul episcop fiind Siwardus. După incendiul din anul 1204 ce a distrus catedrala, arhiepiscopul și capitolul (adunarea bisericească) au cerut permisiunea Sfântului Scaun de a muta sediul arhiepiscopiei într-o altă localitate. Cererea a fost aprobată de papa Alexandru al IV-lea abia în anul 1258, cu condiția ca noul sediu să își păstreze numele Uppsala. În urma conciliului local de la Söderköping din septembrie 1270, arhiepiscopul Folke Johansson Ängel (1267-1277) a luat hotărârea ca noul sediu al arhidiecezei să devină Östra Aros.
La doi ani după acest eveniment, în anul 1272, arhiepiscopul a decis dărâmarea bisericii din centrul orașului, cu hramul Sfintei Treimi, și construirea în locul ei a unei catedrale impunătoare. Au fost chemați meșteri și arhitecți francezi, printre care și maestrul Étienne de Bonneuil. Lucrările au fost lente din cauza climei reci, a ninsorii, a epidemiei de ciumă și a câtorva dificultăți financiare. În anul 1435, în vremea arhiepiscopului Olaus Laurentii (1432-1438), cu toate că încă nu era gata, catedrala a fost sfințită primind hramul Sfântului Laurențiu, foarte prețuit în aceea perioadă de către suedezi, Sfântului Eric, patronul spiritual al Suediei, și Sfântului Olaf, patronul spiritual al Norvegiei. Se presupune că edificiul a fost finalizat în anul 1440, rezultând o capodoperă a arhitecturii gotice din Scandinavia.
Catedrala a servit drept sediu al Arhiepiscopiei de Uppsala, biserică-mamă a Suediei și loc de încoronare al viitorilor monarhi până în anul 1719, din acel moment regii fiind încoronați la Stockholm. De asemenea, catedrala nu era destinată ca lăcaș de cult laicilor, ci doar pentru serviciile și ritualurile înaltului cler al Bisericii Catolice. Pentru cetățenii de rând existau alte biserici în oraș, precum Biserica Sfintei Treimi, numită și Biserica țărănească, Biserica Sfântului Petru, Biserica Sfintei Maria, precum și abația franciscană. Acest fapt s-a menținut până în ajunul Reformei protestante din secolul al XVI-lea, când accesul în catedrală a fost permis și laicilor.
În timpul Reformei Suedia a rupt legăturile cu Roma și cu papalitatea în anul 1527, adoptând luteranismul. Prima slujbă evanghelică-luterană din catedrala din Uppsala a avut loc în anul 1530. Multe dintre vechile fresce au fost văruite, iar unele statui au fost distruse. 
Între anii 1885-1893 au avut loc mai multe lucrări de restaurare sub conducerea arhitectului Helgo Zettervall. Atunci, au fost înălțate turnurile la dimensiunea lor actuală (118 m) și au fost reînoite ferestrele și zidurile. De asemenea, au mai avut loc și alte lucrări de restaurare precum cele din anul 1970. 
Interiorul este specific catedralelor gotice medievale, prezentând vitrali și rozete. Printre cele mai notabile personalități înmormântate în catedrală se numără regele Gustav I al Suediei, în timpul căruia Suedia a adoptat luteranismul și Laurentius Petri, primul arhiepiscop luteran. Unul dintre cele mai importante evenimente ce a avut loc în catedrală este slujba ecumenică din anul 1989 la care au participat Papa Ioan Paul al II-lea și arhiepiscopul Bertil Werkström.

## Fotogalerie

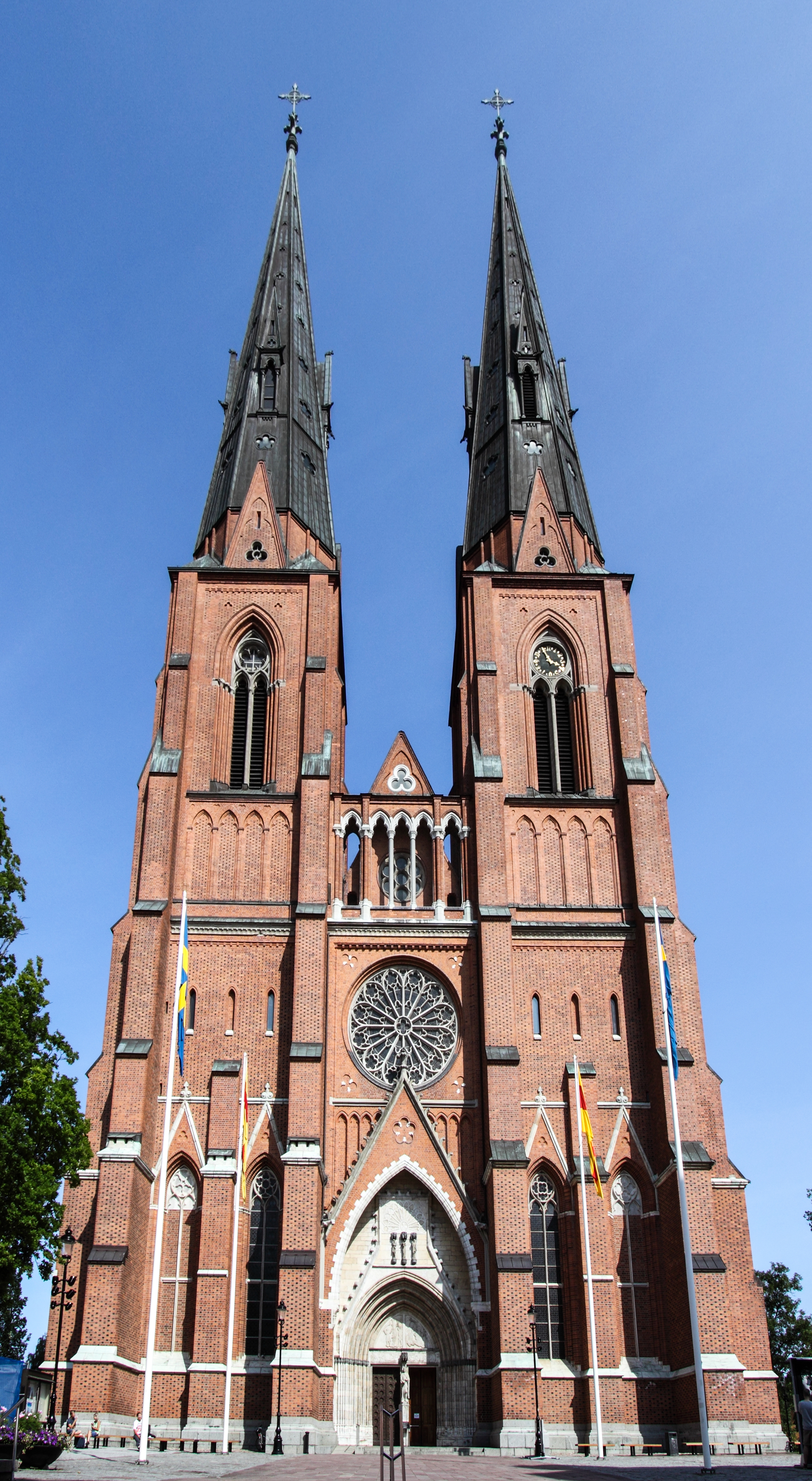
Fațada.
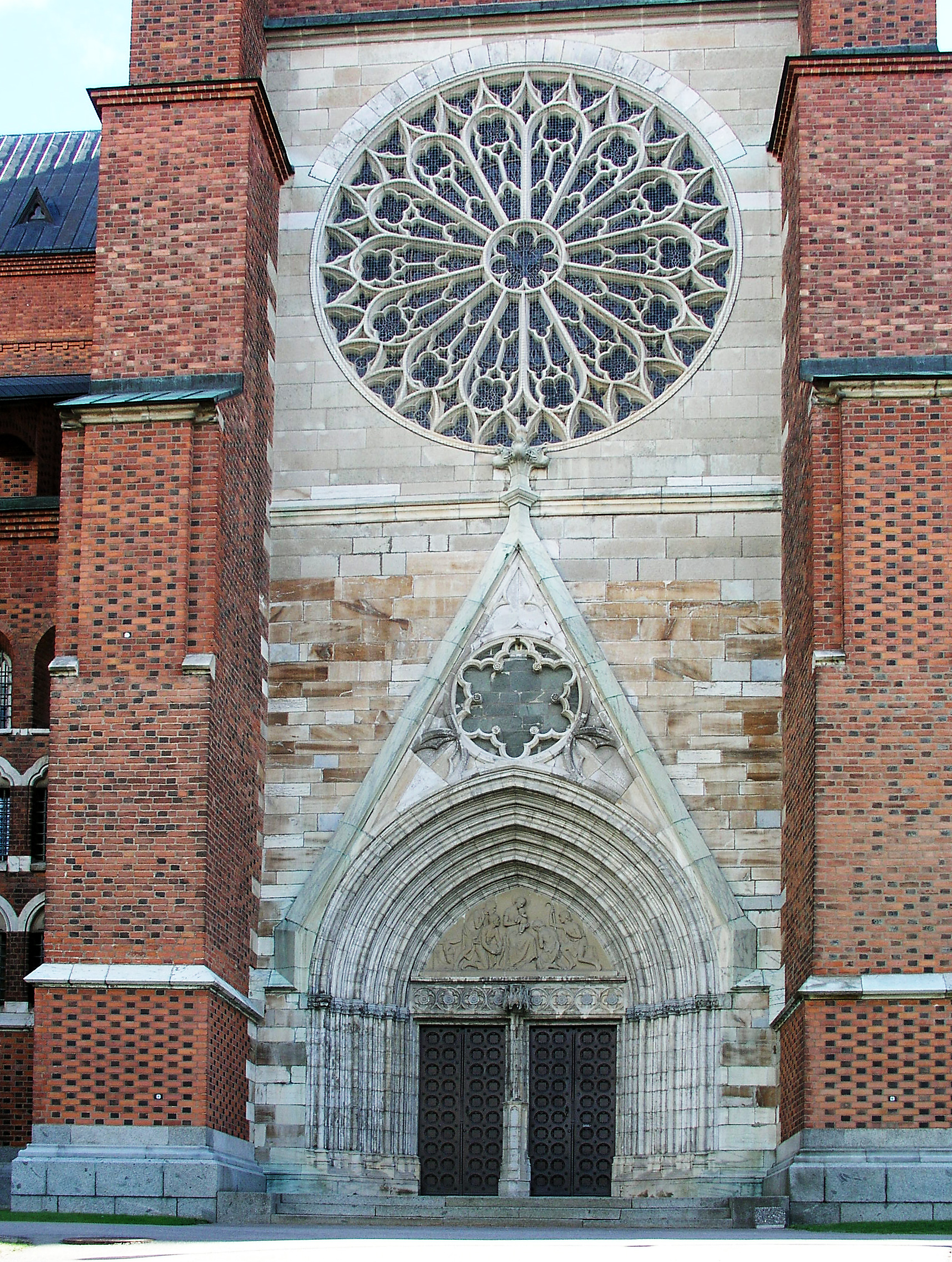
Rozeta.
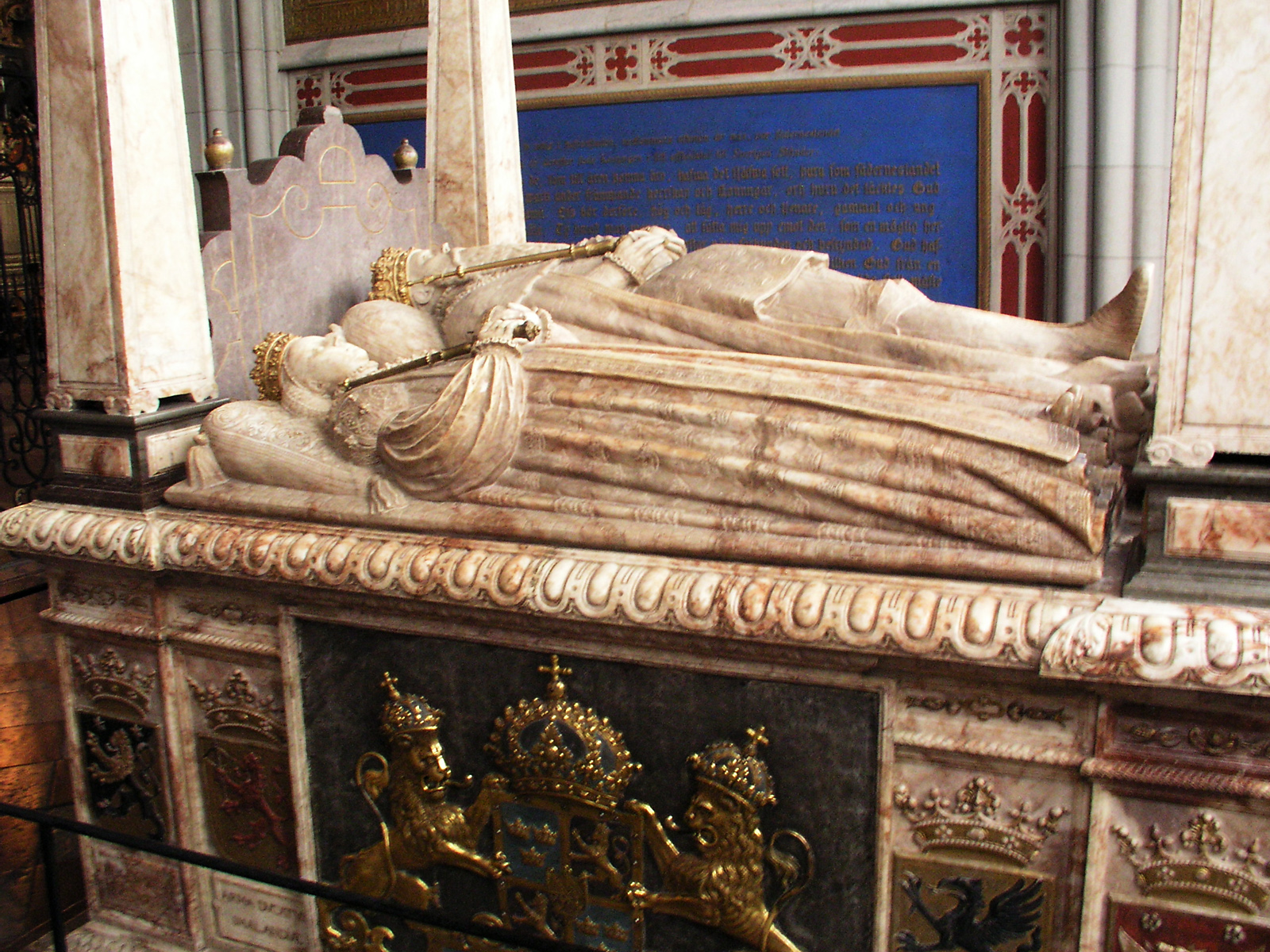
Mormântul lui Gustav.
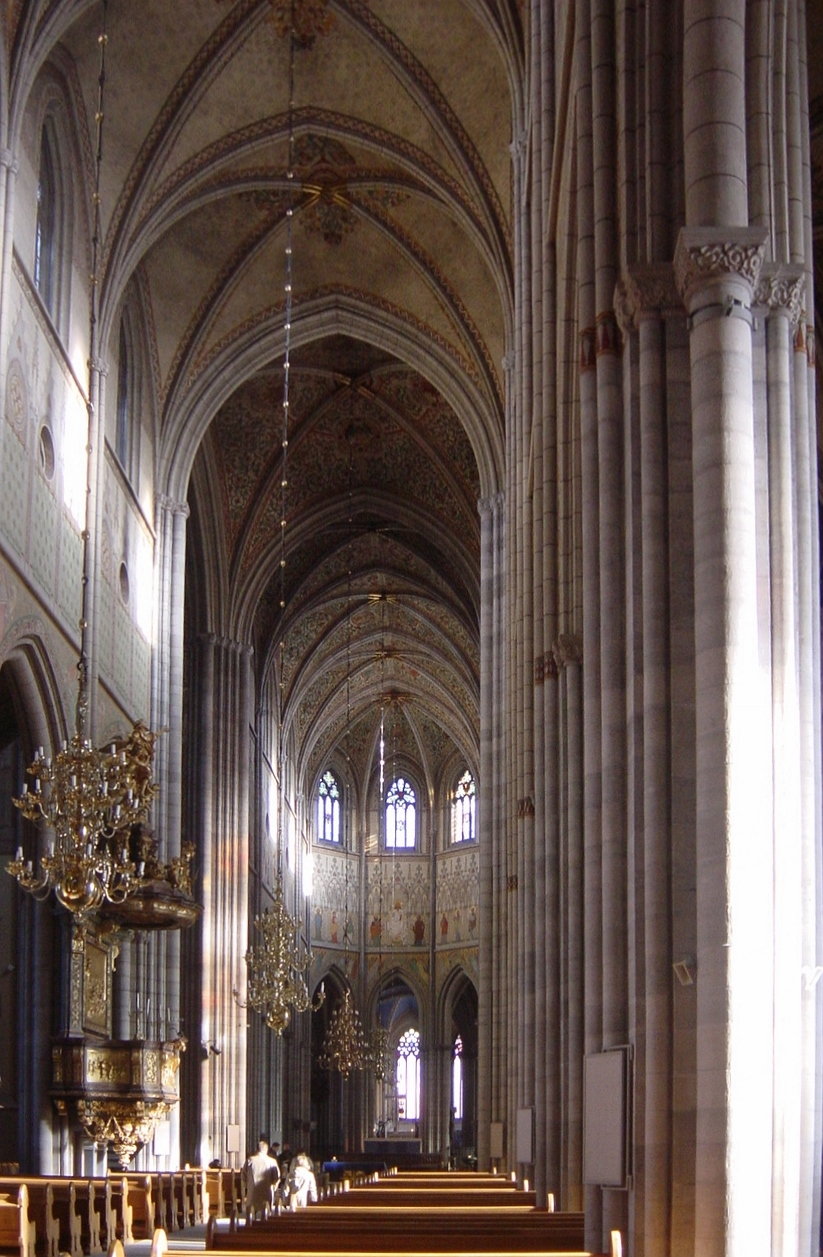
Interior.
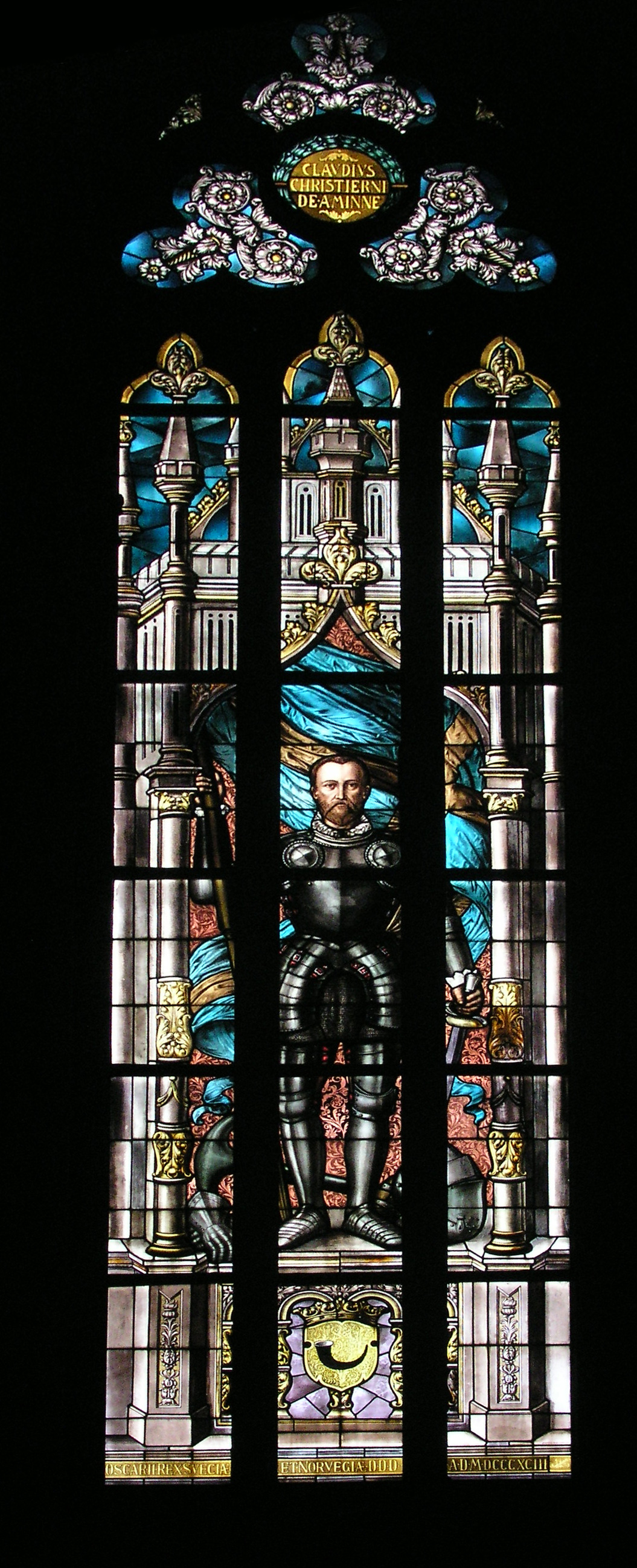
Vitraliu.